# Olga Kuráguina
Olga Kuráguina (Kírov, Rusia, 21 de abril de 1959) es una atleta soviética retirada, especializada en la prueba de pentatlón en la que llegó a ser medallista de bronce olímpica en 1980.

## Carrera deportiva
En los JJ. OO. de Moscú 1980 ganó la medalla de bronce en la competición de pentatlón, con un total de 4875 puntos, quedando tras sus compatriotas las también soviéticas Nadezhda Tkachenko, que con 5083 puntos batió el récord del mundo, y Olga Rukavíshnikova.